# Информационная война
Информацио́нная война́ (англ. information warfare) — противоборство сторон посредством распространения специально подготовленной информации и противодействия аналогичному внешнему воздействию на себя. Согласно Большой российской энциклопедии, это также противоборство между двумя государствами или группами государств в информационном пространстве в целях нанесения ущерба государственным информационным системам, процессам и ресурсам, критически важным и другим объектам.

## Содержание понятия
Понятие информационной войны исторически является переводом термина «information and psychological warfare» с английского языка и может звучать и как «информационное противоборство», и как «информационная и психологическая война», в зависимости от контекста конкретного официального документа или научной публикации.
Согласно определению Манойло А. В. (2005) информационная война это процесс противоборства человеческих общностей, направленный на достижение политических, экономических, военных или иных целей стратегического уровня, путём воздействия на гражданское население, власти и (или) вооружённые силы противостоящей стороны, посредством распространения специально отобранной и подготовленной информации, информационных материалов, и, противодействия таким воздействиям на собственную сторону. Термин «информационно-психологическая война» был заимствован в русский язык из словаря военных кругов США.
В работе Георгия Почепцова (2000), частично цитирующий работу Завадского И. И.(1996) представлено определение информационной войны как имеющей наступательные и оборонительные составляющие, которая начинается с целевого проектирования и разработки своей «Архитектуры командования, управления, коммуникаций, компьютеров и разведки», обеспечивающей лицам, принимающим решения, ощутимое информационное превосходство во всевозможных конфликтах".
Смежные понятия
- используется смежный термин психологическая война как психологическое воздействие на гражданское население и (или) военнослужащих другого государства с целью достижения политических или чисто военных целей[5].

## Отличие от обычных войн
Согласно работе Георгия Почепцова (2000) различия между обычной войной и информационной войной могут быть скомпонованы в семь блоков:
1. информационная война имеет гибкий арсенал вооружений и высокую непредсказуемость;
2. в информационной войне возможен лишь поэтапный захват территорий;
3. в информационной войне есть возможность многократного захвата одних и тех же людей (или отдельных тематических аспектов в их сознании), работает нечеткая логика;
4. в информационной войне воюющие стороны невозможно выделить по признаку принадлежности к какой-либо группе или выполнения определённой социальной роли;
5. в информационной войне воздействие на противника неощутимо и может облекаться в доброжелательную форму;
6. в информационной войне воздействия избирательны и охватывают различные слои населения по-разному;
7. в информационной войне основной опасностью является отсутствие видимых разрушений. В результате защитные механизмы общества не активируются.

## История
Явление информационной войны в истории человечества не ново; российские исследователи А. Д. Васильев и Ф. Е. Подсохин пишут в этой связи: «античные авторы во всех красках описывали агитационные кампании, деморализующие и таким образом ослабляющие противника, либо наоборот — поднимающие боевой дух соотечественников».
Её проявление было зафиксировано во время Крымской войны (1853—1856), когда сразу после Синопского сражения английские газеты в отчётах о сражении писали, что русские достреливали плававших в море раненых турок. В следующем году новым поводом для информационной войны стала сфальсифицированная англичанами «резня на Ханко» — якобы расстрел русским офицером Исидором Сверчковым британских парламентёров (фактически это был вооружённый десант с английского корабля). Активно велась информационная война и в годы Первой мировой войны 1914—1918 гг., в том числе на Русском фронте.
Тем не менее, понятие информационной войны появилось относительно недавно — когда информационные методы общественно-политического (противо)действия получили крайне широкое распространение, а социальные исследования достигли определённого прогресса. Так, в 1971 году — в разгар «Холодной войны» — канадский исследователь медиа М. Маклюэн отмечал: «Третья мировая война — это партизанская информационная война, где нет различия между военными и гражданскими» (World War III is a guerrilla information war, with no division between military and civilian participation).  Васильев — Подсохин, говоря об информационных войнах современности, ссылаются на российского социального исследователя А. А. Зиновьева — который отмечает «стремительный прогресс средств сбора, обработки и распространения информации, прогресс средств коммуникации, прогресс средств манипулирования массами людей и других факторов контроля за людьми» как факторы роста контролируемости человеческих объединений. Ещё одним фактором, способствующим «повсеместному применению информационных методов противодействия», по Зиновьеву в интерпретации Васильева — Подсохина, стало влияние массовой культуры на стандартизацию образа жизни людей.

## Основные черты
В информационной войне могут участвовать как созданные властями структуры, так и отдельные сообщества, группы и лица. Информационная война непрерывна и проводится не только во время вооружённой борьбы, но и в мирное время. Информационная война — самый жёсткий вид информационного противоборства.
Как правило, методами информационной войны являются вброс дезинформации или представление информации в выгодном для себя ключе.

## В науке

### Исследования в рамках национальной безопасности
В рамках национальной безопасности (как менеджмент возможных угроз, в том числе формируемых в информационной сфере) одним из способов избежания угроз является «закрытие информации» и её обыгрывание (лечение). При этом данная борьба не сводится к задачам отрицательного толка, но включает «позитивную» работу по созданию и поддержке: текстов, сообщений и каналов распространения информации. В качестве примеров работы по данному направлению Георгий Почепцов (2000) рассматривает украинский опыт создания Концепции национальной безопасности, работу российской специальной комиссии в 1995 году по теме мифологии чеченского кризиса.